# Древноегипетски мит за сътворението
Макар културата на Древен Египет да изглежда доста хомогенна на пръв поглед, в действителност съществуват значителни религиозни различия в отделните области. Ето защо има не един, а много митове за сътворението на света (космогонии), които съществуват по едно и също време в рамките на Египетското царство. Най-известните са митовете от Хелиополис, Хермополис, Тива и Сиене.

## Общи черти
Всички космогонии се основават на една и съща вяра в съзидателния принцип, но всеки от градовете вижда своя бог-покровител като демиург (създател на света). Така хората от Хелиополис (т. нар. „Град на Слънцето“) считат Ра за основател на света, за хората от Хермополис това е Тот и т.н.
Обединяващото звено в тази система от митове е фактът, че за всички египтяни местният демиург е просто проявление на една и съща божествена сила, но в многообразие от форми. Ето защо понякога египетската религия е определяна като „полиморфически монотеизъм“. Фараонът Ехнатон пожелава да конкретизира този синкретизъм в един универсален бог – Атон, но неговата философия не се запазва след смъртта му.

## Генеалогия
Най-разпространената космогония е тази от Хелиополис, която определя като демиург бога на слънцето (Ра в едно от своите проявления) и представя генеалогия, достигаща до бога Хор, считан за първия фараон.

## Мит от Хелиополис
Според този мит от първичния океан Нун се появява Ра, който е едновременно бог на слънцето, Атум (бог-родоначалник) и Хепри (бог с глава на скарабей). Мастурбирайки, Ра дава начало на Шу (бог на въздуха), а от храчката на Шу се появява Тефнут (богиня на влагата). От връзката на Шу и Тефнут се раждат Нут (богиня на небето) и Геб (бог на земята). Те се обикват силно и преди да бъдат разделени от Шу, са в постоянен любовен съюз. От тяхната връзка се раждат Озирис и Изида, Сет и Нефтида.
Ра и неговите осем потомци са наричани Енеадата на Хелиополис (от гръцки: Ἐννεάς – девет). Числото девет е считано за свещено и други градове в Древен Египет също са почитали групи от девет божества, подобно на Хелиополис.

## Мит от Хермополис
Осем божества се появяват от безкрайния океан – четири двойки, които ще осигурят вечността на света. Женският и мъжкият елемент са неделими, като женският е представен с глава на змия, а мъжкият – с глава на жаба. Това са Нун и Нунет (божества на водата), Хех и Хехет (на безкрайността или необятния космос), Кеку и Кекут (на дълбокия мрак), Амон и Амонет (на въздуха или невидимостта). Осемте божества са наричани Огдоадата от Хермополис (от гръцки: όγδοος – осем). Самият град Хермополис е бил известен в древността под името Хемну („Градът на Осемте“). Осемте са считани за изначални същества – имало ги е преди създаването на света такъв, какъвто го познават хората. Според един от най-популярните варианти на историята за сътворението, разпространена по тези места, демиургът Тот полага странно яйце върху хълм, издигнал се от водите на първичния океан. Осемте божества излюпват яйцето и оттам се ражда слънцето (Ра), което се издига в небесата. Според други варианти Ра се появява не от яйце, а от лотосов цвят.

## Мит от Мемфис
Митът за сътворението от град Мемфис, култовия център на бог Птах, е най-опростеният, тъй като само един бог е основното действащо лице. Птах е считан за единствения демиург – твореца, който е създал света (животни, растения и др.) първо в мисълта си, а после го е оживил със словото си, изброявайки нещата и съществата, които си е представил.
Тази основна доктрина от Мемфис е запазена върху надгробната плоча на цар Шабака от XXV династия. Понастоящем плочата се съхранява в Британския музей и е известна като „монумент на теологията в Мемфис“